# Heysvaertmolen

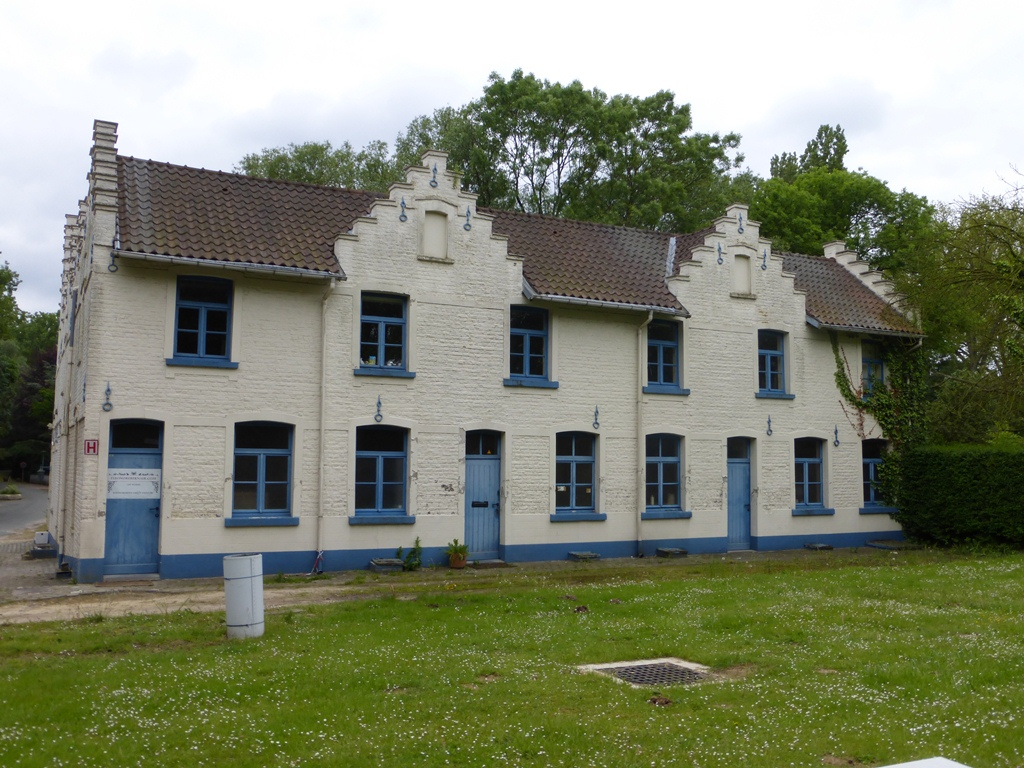
Heysvaertmolen

De Heysvaertmolen is een watermolen in de tot de Vlaams-Brabantse gemeente Zaventem behorende plaats Sterrebeek, gelegen aan de Tramlaan 478-484.
Deze bovenslagmolen op de Sterrebeek fungeerde als korenmolen.

## Geschiedenis
In 1378 werd de molen voor het eerst vermeld. Deze molen behoorde tot het domein van het Kasteel de Burbure. Tijdens de godsdiensttwisten, eind 16e eeuw, werd ook deze molen vernield. In 1600 was hij weer hersteld.
In 1899 werd de molen ingrijpend verbouwd en kwam er een stoommachine. Het watermolenbedrijf werd in 1906 stopgezet. Van 1901-1921 was er ook een stoomzuivelfabriekje gevestigd in de molengebouwen. Daarnaast werd er, tot 1926, bronwater uit lokale bron verkocht onder de merknaam El Viva. Het waterrad werd in 1940 verwijderd. Na de Tweede Wereldoorlog vonden er nog enkele verbouwingen plaats en werd het molenhuis als woning in gebruik genomen.

## Gebouw
Het betreft een U-vormig complex met neotraditionalistische elementen zoals trapgevels.